# Ahalolfingi
Gli Ahalolfingi (Ahalolfinger, Ahalolfings o Alaholfings), erano una nobile famiglia di Alemannia nel Medioevo. La famiglia aumentò nell'Impero carolingio il possesso di terre non solo nell'Alemannia, ma in Baviera, in Franconia e in Italia. La loro base di potere originale era intorno alle zone superiori dei fiumi Neckar e Danubio.
Gli Ahalolfingi erano divisi in due gruppi, il più vecchio e il più giovane. Non è certo come i due gruppi erano correlati. Il gruppo più anziano discende da un Bertoldo, che fu il fondatore congiunto con Hnabi, dall'abbazia di Reichenau nel 724. Il suo più famoso discendente è stato Cadalao, conte del Friuli, che difese la pianura Pannonia dentro l'Italia dagli Avari.
Il ramo più giovane della famiglia stessa comprende due rami. Riccarda, l'imperatrice moglie di Carlo il Grosso, discende da Ercangero. La sorella sposò Bertoldo I e fu madre dell'altro ramo della famiglia, che comprendeva il famoso Ercangero, duca di Svevia e suo fratello Bertoldo II. Gli Ahalolfingi si sono estinti quando Bertoldo III morì nel 973, anche se gli Zähringen possono essere discesi da loro.

## Albero genealogico

### Vecchi Ahalolfingi
1. Bertoldo, conte, nel 724 co-fondatore dell'abbazia di Reichenau (insieme al duca alemanno Hnabi).
  1. Halalolfus (Alaholf) († prima del 776), conte, fondatore dell'abbazia di Marchtal ⚭ Hildiberga.
    1. Asulfus, documentato nel 776 ⚭ Hildilenda;
      1. una figlia

    2. Agilolfus, conte di Aulaulfisbaar ⚭ Theotberga;
    3. Rutardo d'Alemannia (detto anche Chrodloh, Chrodhoch, Birchtilo, Pirarilo), documentato nel 769/772 ⚭ Raginsind/Reginswind, figlia di Germunds di Pappenheim (anch'essa della Franconia), documentata nel 769 e 802.
      1. Bertoldo (Perahtold) († 10 agosto tra l'804 e l'813/815), dal 786 all'802 conte di Westbaar, conte di Eastbaar ⚭ Gersuinda (Gersind), figlia di Ascario († dopo il 17 novembre 790 e prima del 17 novembre 797); 
        1. Cadalao I ⚭ Starcfrid († 31 ottobre 819), dall'817 all'819 marchese del Friuli;
          1. Bertoldo di Bussen nel Munterishuntare († 29 luglio dopo l'826), conte nell'Ostbaar dall'820.

        2. Paldeberto (Perahtold, Pratoldus), testimoniato nel 790 ⚭ donna dal nome sconosciuto;
          1. Waldperto.

        3. Wago, conte nell'805-820 ⚭ donna dal nome sconosciuto, figlia del prefetto/marchese Guarniero I (?);
          1. Guarniero II († dopo l'866), dall'830 all'865 conte tra Enns e Wienerwald.

        4. Ata, suora nel 797.

      2. Wolfinus, dopo l'806 conte di Verona;
      3. Tanchrat (Tanchras) (760-829) ⚭ sposò nel 799 Isotta del castello di Luwenosteyn (778-830). La quest'ultima padre dal nome sconosciuto aveva come fratello Otrusto di Luwenosteyn, il quale attaccò il castello Steinikunecka nel 830 e uccise Adelinde (822-830), figlia di Tanchras, che aveva a sua volta due figli, Thanchrat (814-865) e Wilgam (morto a 95 anni (?)); quest'ultimo ⚭ sposò in prima nozze Iggelinde ⚭ e si risposò con Rebecca dalla quale ebbe Geroldo († 946).

### Giovani Ahalolfingi
1. Ercangero, conte palatino;
  1. Riccarda († 18 settembre probabilmente 900), nell'887 badessa di Andlau ⚭ che sposò nell'862 Carlo III il Grosso († 13 gennaio 888), dall'881 imperatore (carolingi).

1. Bertoldo I, conte palatino di Svevia intorno all'880, cognato di Carlo III il Grosso tramite il matrimonio ⚭ con una donna dal nome sconosciuto di Svevia-Alsazia, figlia del conte Ercangero (probabilmente una sorella dell'imperatrice Riccarda; egli quindi sposò la nipote).
  1. Cunegonda (882 circa - 7 febbraio 915?) ⚭ che sposò in prime nozze il margravio Liutpoldo di Baviera († 4 luglio 907) (Luitpoldingi) ⚭ che si risposò nel 911 il re dei Franchi Orientali Corrado I di Franconia († 23 dicembre 918) (Corradinidi);
  2. Bertoldo II († giustiziato il 21 gennaio 917), conte nel Baar;
    1. Adalberto († X 6 febbraio 954), conte di Marchtal.
      1. Bertoldo III († 973/977), duca di Marchtal;
      2. Giuditta di Marchtal († 25 dicembre ...) ⚭ Corrado, conte nel Rheingau e nell'Ortenau († probabilmente 982) (Corradinidi).

  3. Ercangero († giustiziato il 21 gennaio 917), duca di Svevia nell'autunno 915-917, conte palatino in Svevia ⚭ Berta († dopo il 917).